# 傾山
傾山（かたむきやま、かたむきさん）は、大分県と宮崎県の県境にある祖母傾山系の山。山頂は大分県豊後大野市に位置し、標高1,605メートル。祖母傾国定公園に指定されており、日本三百名山と大分百山に選ばれている。

## 山容
山頂は3つの岩峰からなり、南から後傾・本傾・前傾と呼ばれる。神武天皇が東征時に四人の皇子とともに必勝を祈願したことから四皇子峰（しおうじみね）の別名がある。伝承「吉作落とし」の舞台でもある。
周辺は国有林で森林生態系保護地域になっている。

## 登山道
西山登山口コース
傾山東山麓の西山林道にある登山口から登り、尾根（そで尾）を伝って傾山山頂に向かうコース。
杉ケ越登山口（南陵新道）コース
傾山南麓の杉ケ越トンネルの宮崎県側の登山口から傾山へ延びる稜線をたどって傾山山頂に向かうコース。

## ギャラリー

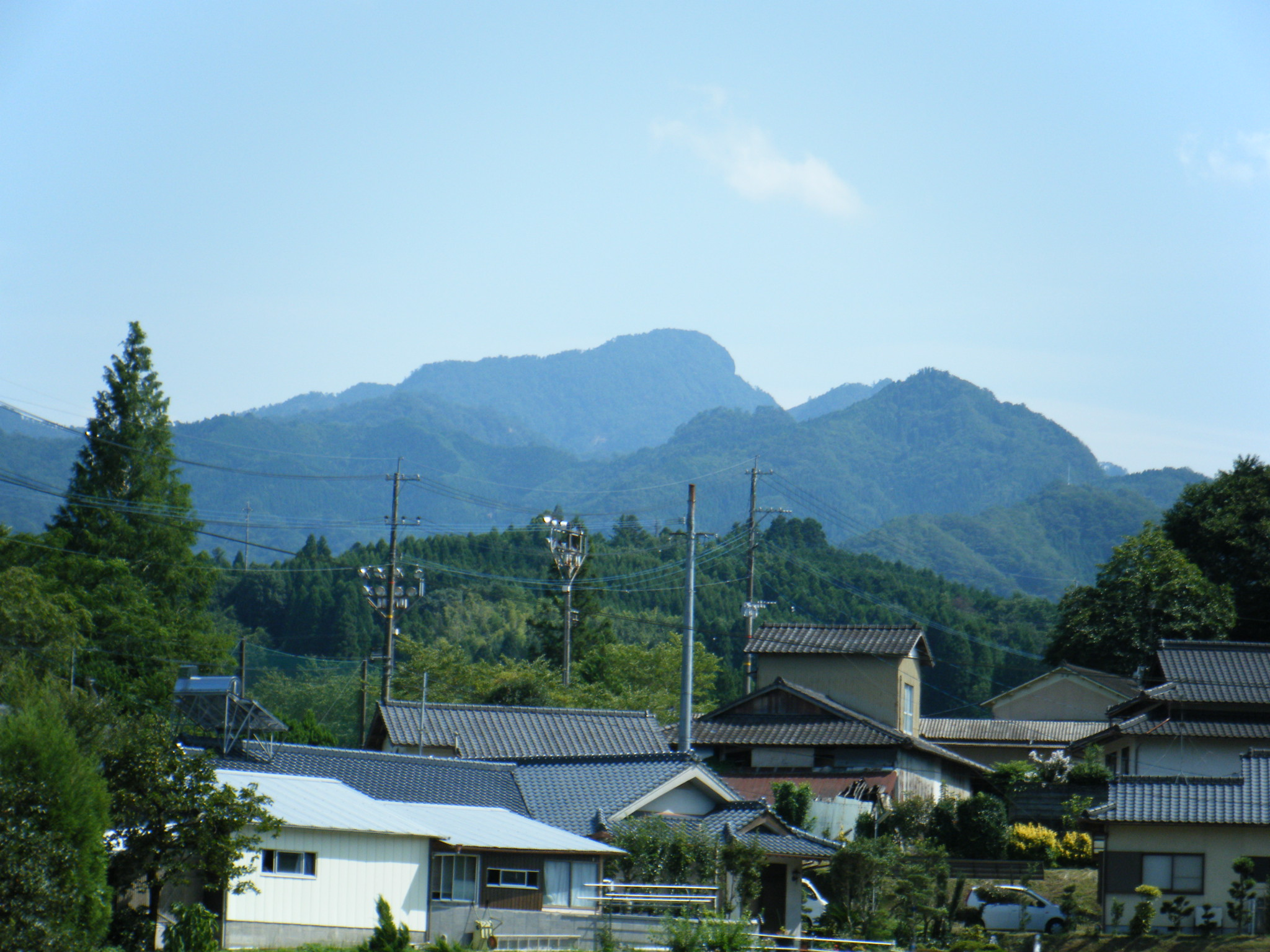
傾山の山頂（最奥）を北北西より望む、山頂部が傾いて見える
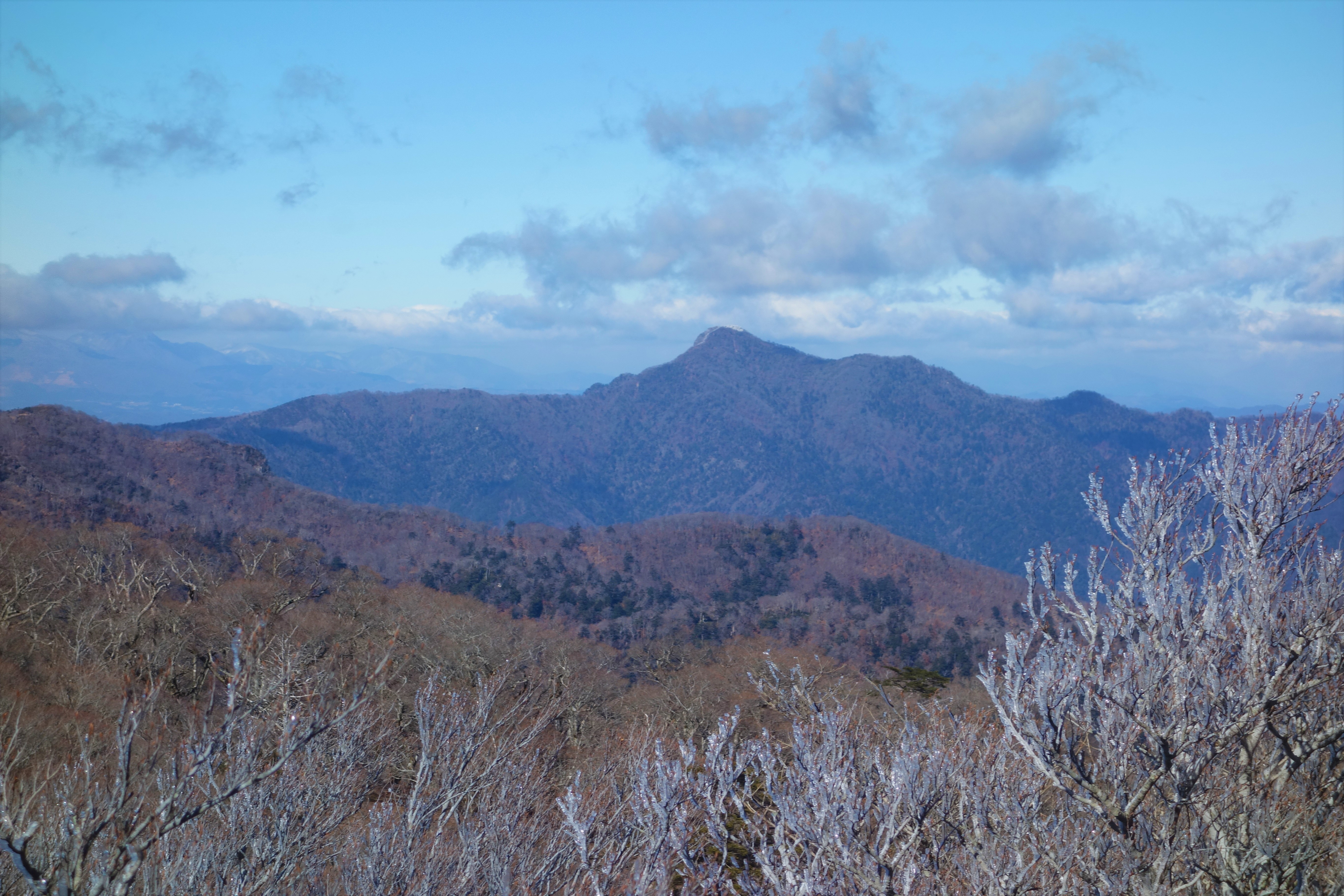
大崩山からの傾山
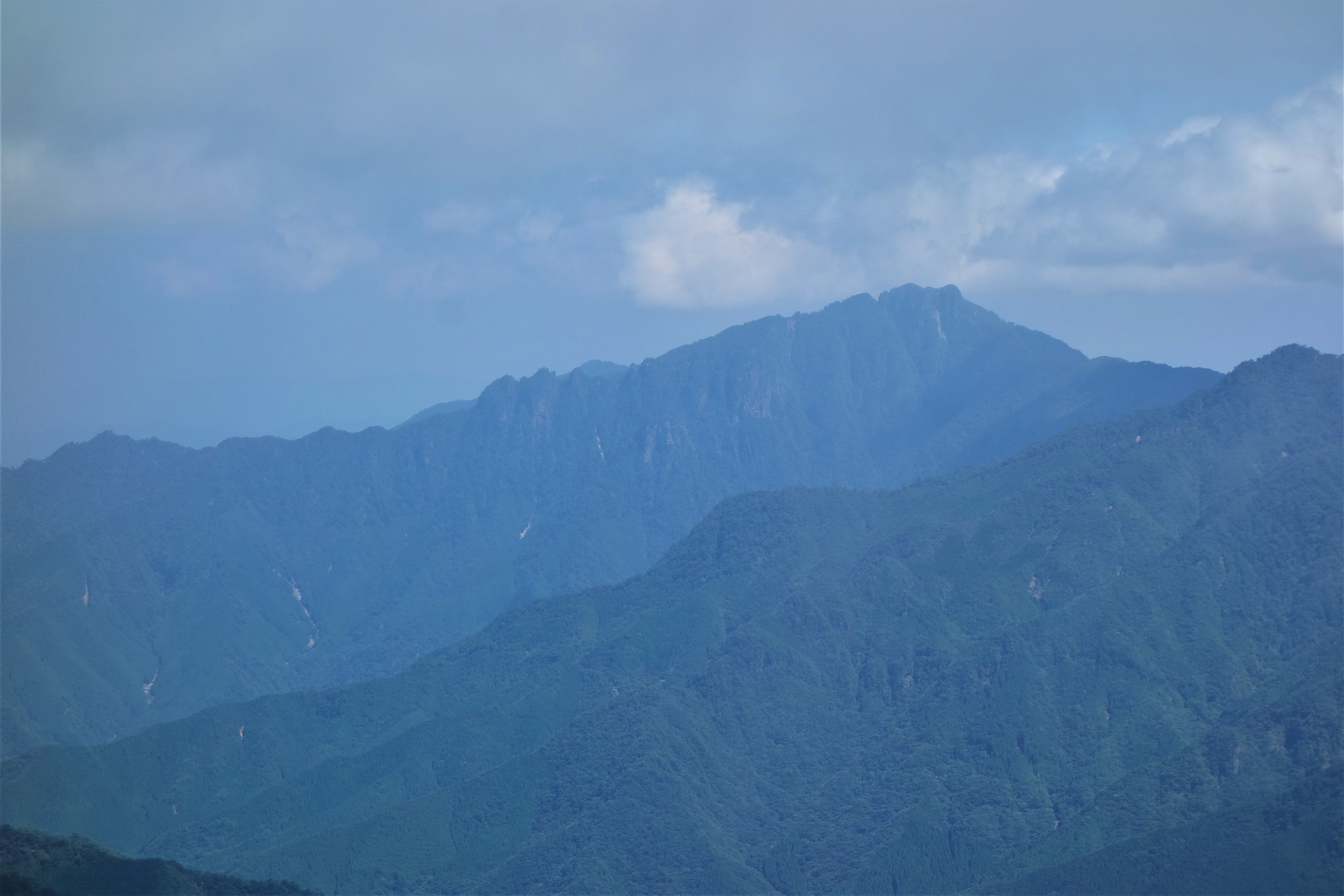
祖母山からの傾山
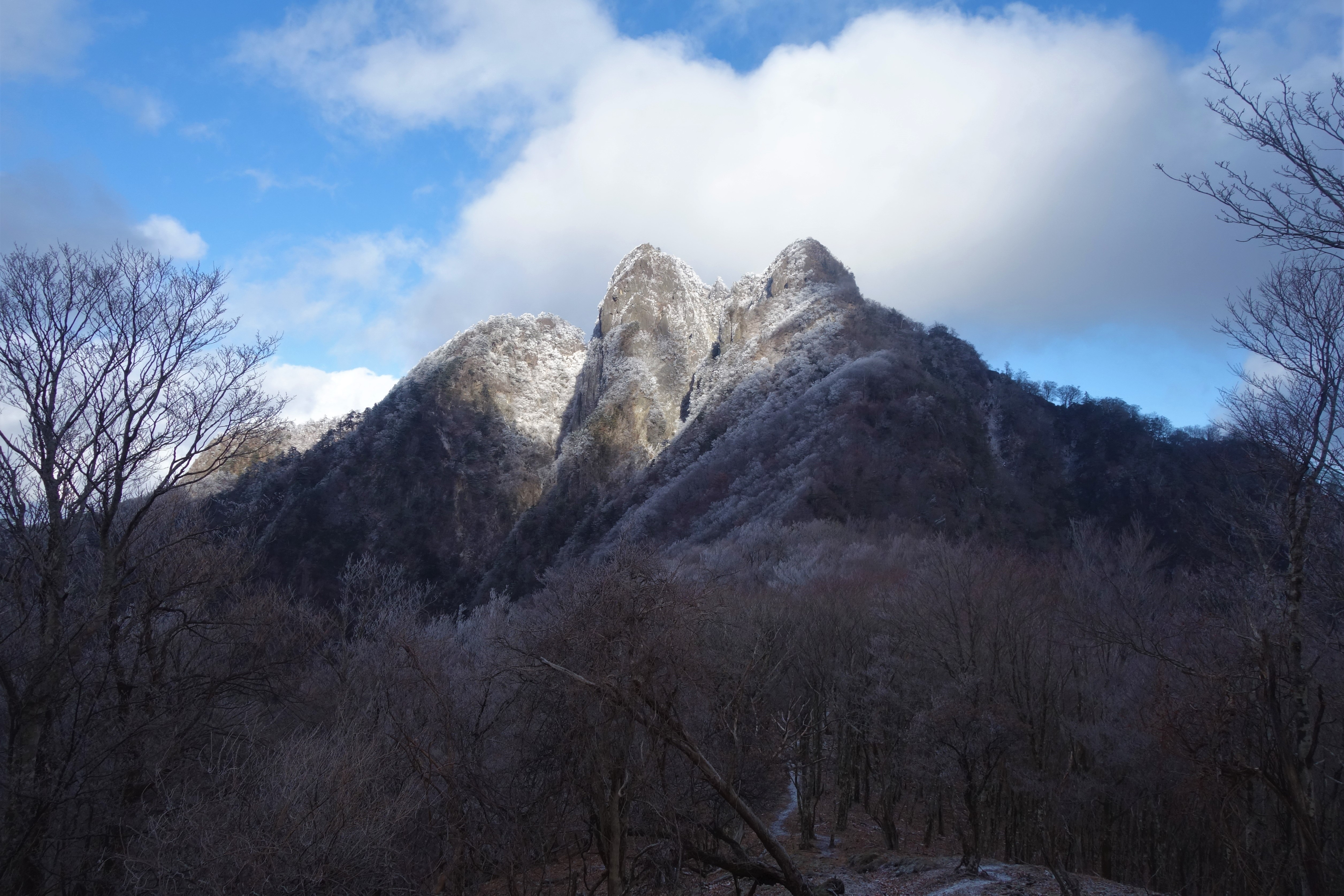
九折越付近から傾山（前傾・本傾・後傾）
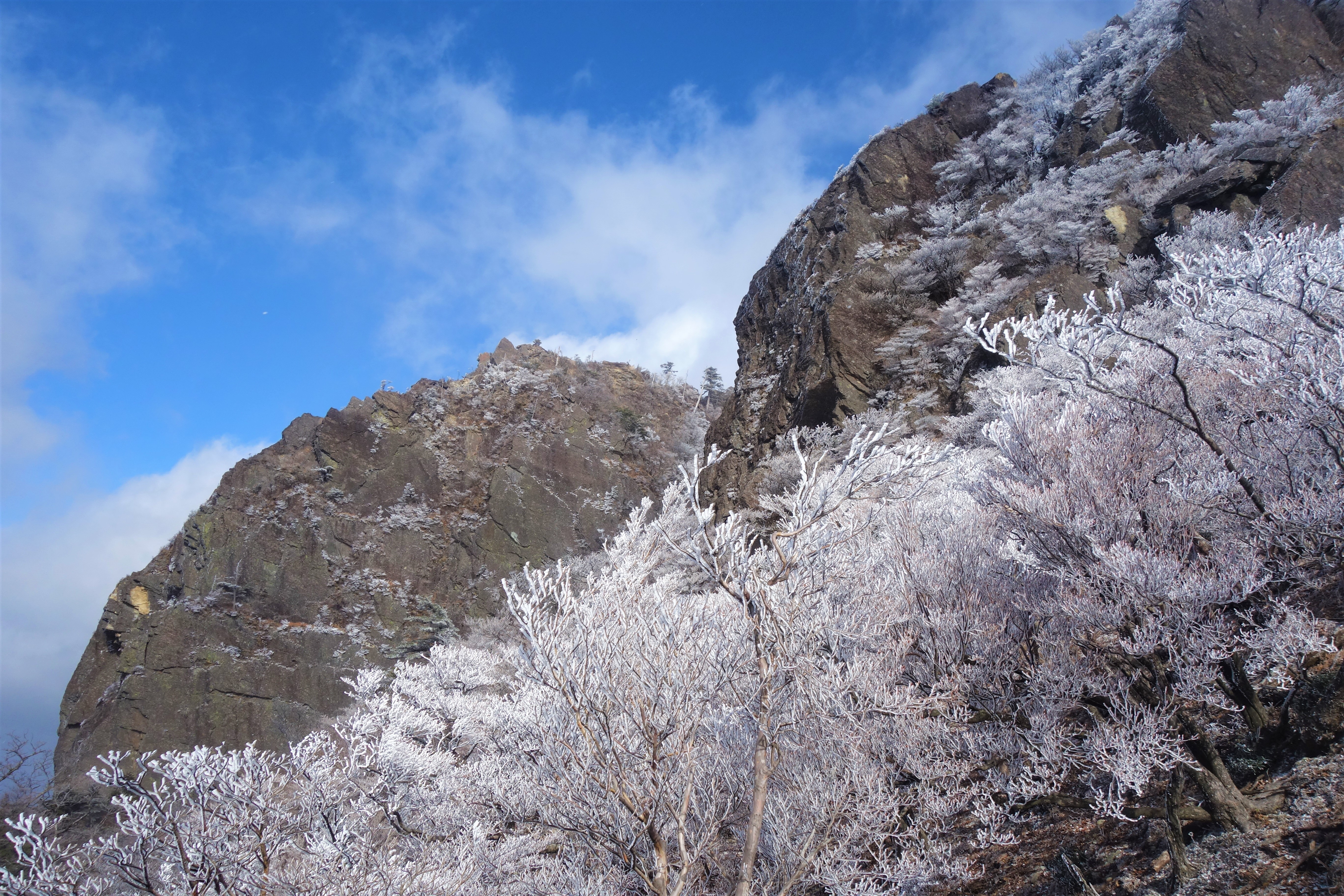
山頂直下からの傾山
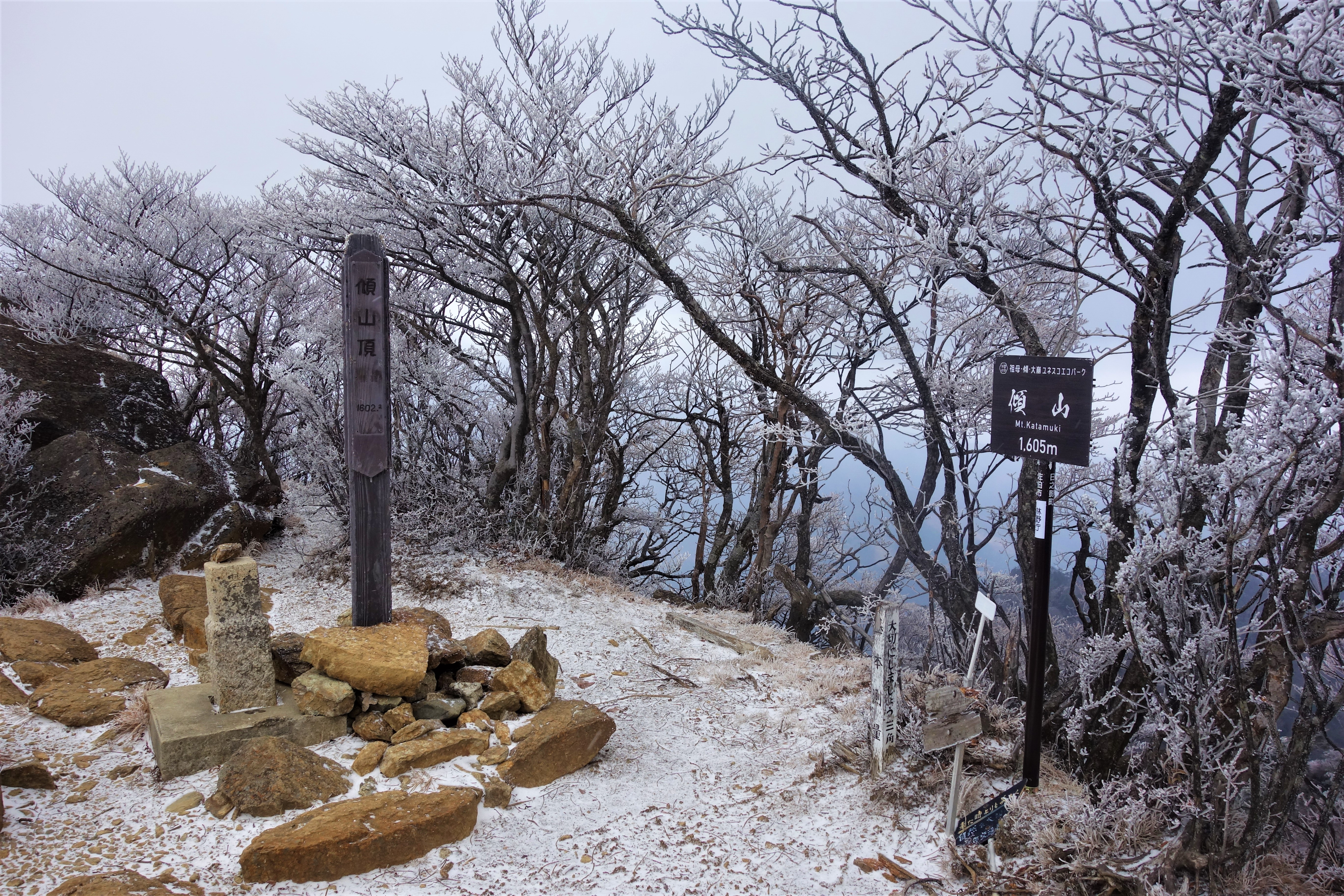
傾山山頂